# (34378) 2000 RV54
2000 RV54 (asteroide 34378) é um asteroide da cintura principal. Possui uma excentricidade de 0.09979470 e uma inclinação de 9.52811º.
Este asteroide foi descoberto no dia 3 de setembro de 2000 por LINEAR em Socorro.